# Alcalá de Henares (stacja kolejowa)
Alcalá de Henares – stacja kolejowa w Alcalá de Henares, we wspólnocie autonomicznej Madryt, w Hiszpanii. Znajdują się tu 3 perony. Jest jednym z dworców na linii Cercanías Madrid C-2 i C-7. Usytuowana w centrum miasta jest też najstarszym dworcem kolejowym w gminie spośród trzech tu występujących. Obsługuje położone w pobliżu Media Distancia Renfe i Tren Estrella.

## Linie i połączenia
Zatrzymują się tu oprócz pociągów podmiejskich, długodystansowe połączenia (Talgo, Diurno) i Media Distancia Renfe. 